# Allein zu dir, Herr Jesu Christ
Allein zu dir, Herr Jesu Christ (BWV 33) ist eine Kirchenkantate von Johann Sebastian Bach. Er schrieb die Choralkantate 1724 für den 13. Sonntag nach Trinitatis und führte sie am 3. September 1724 erstmals auf. Sie beruht auf dem gleichnamigen Kirchenlied von Konrad Hubert (1540).

## Geschichte und Worte
Bach komponierte die Kantate in seinem zweiten Jahr in Leipzig für den 13. Sonntag nach Trinitatis. In diesem Jahr schrieb er eine Folge von Choralkantaten. Die vorgeschriebenen Lesungen für den Sonntag waren Gal 3,15–22 , Paulus über „Gesetz und Verheißung“, und Lk 10,23–37 , das Gleichnis vom barmherzigen Samariter.
Der Text eines unbekannten Dichters beruht auf dem Lied von Konrad Hubert, das in Nürnberg 1540 mit einer zusätzlichen vierten Strophe gedruckt wurde. Jede Strophe besteht aus neun Zeilen. Der Dichter behielt die erste und die letzte Strophe im Wortlaut bei, die beiden inneren Strophen dichtete er jeweils zu einer Folge von Rezitativ und Arie um. Das Lied, dessen Thema der reuige Sünder ist, bezieht sich nur allgemein auf das Evangelium. Der Dichter vertieft den Bezug in Satz 4, „Gib mir nur aus Barmherzigkeit / den wahren Christenglauben“ sowie in Satz 5, „Gib, daß ich aus reinem Triebe / als mich selbst den Nächsten liebe“, das den Kernsatz des Evangeliums aufnimmt.
Eine anonyme Liedmelodie zu Allein zu dir, Herr Jesu Christ wurde 1541 in Wittenberg gedruckt. Sie wurde oft musikalisch verarbeitet, zuerst von Sethus Calvisius, später von Michael Praetorius und anderen. Nach Klaus Hofmann wurde sie 1512 von Paul Hofhaimer für ein weltliches Lied geschrieben. In der Kantate benutzt Bach sie wie üblich in der Choralphantasie zu Beginn und einem vierstimmigen Satz am Schluss, außerdem spielt er im Duett (Satz 5) auf sie an.

## Besetzung und Aufbau
Die Kantate ist besetzt mit drei Gesangssolisten (Alt, Tenor und Bass), vierstimmigem Chor, zwei Oboen, zwei Violinen, Viola und Basso continuo
1. Coro: Allein zu dir, Herr Jesu Christ
2. Recitativo (Bass): Mein Gott und Richter
3. Aria (Alt): Wie furchtsam wankten meine Schritte
4. Recitativo (Tenor): Mein Gott, verwirf mich nicht
5. Aria (Tenor, Bass): Gott, der du die Liebe heißt
6. Choral: Ehr sei Gott in dem höchsten Thron

## Musik
In seinem ersten Jahr in Leipzig hatte Bach zum gleichen Anlass Du sollt Gott, deinen Herren, lieben (BWV 77) komponiert, beginnend mit einem Chorsatz über das entscheidende Gebot, Gott und den Nächsten zu lieben, an dem, entsprechend der Parallelstelle zum Evangelium Mt 22,34–40 , das Gesetz und die Propheten hängen.
Der Eingangschor von Allein zu dir, Herr Jesu Christ ist eine Choralphantasie, mit dem cantus firmus im Sopran, den Unterstimmen meist homophon, manchmal polyphon, und ausgedehnten Ritornellen und Zwischenspielen, die alle neun Liedzeilen rahmen.
In der Alt-Arie (Satz 3) „Wie furchtsam wankten meine Schritte“, spielen die ersten Violinen mit Dämpfer und die anderen Streicher pizzicato, um die Furcht auszudrücken. Die schwankenden Schritte erscheinen in Figuren voller Synkopen. Satz 5, ein Duett von Tenor und Bass „Gott, der du die Liebe heißt“), stellt Gottes Liebe dar in den Konsonanzen von Sext- und Terz-Parallelen. Der Schlusschoral ist ein vierstimmiger Satz, der die Unterstimmen in ausdrucksvolle Linien verwebt.

## Überlieferung
Das Autograph der Kantate war im 19. Jahrhundert im Besitz von Julius Schubring und war ihm wahrscheinlich von seinem Freund Felix Mendelssohn Bartholdy geschenkt worden. Später von Walther Schubring geerbt, wurde es 1965 über das Auktionshaus Stargardt verkauft. Es befindet sich heute in der Scheide Library der Princeton University und ist digitalisiert.

## Einspielungen
LP/CD
- J.S. Bach: Cantatas BWV 33 & BWV 95. Hans Heintze, Domchor & Bremer Bach-Orchester, Eva Bornemann, Georg Jelden, Roland Kunz. Cantate/Vanguard, 1962.
- J.S. Bach: Das Kantatenwerk – Sacred Cantatas Vol. 2. Gustav Leonhardt, Knabenchor Hannover, Leonhardt-Consort, René Jacobs, Marius van Altena, Max van Egmond. Teldec, 1974.
- Bach Cantatas Vol. 4 – Sundays after Trinity I. Karl Richter, Münchener Bach-Chor, Münchener Bach-Orchester, Julia Hamari, Peter Schreier, Dietrich Fischer-Dieskau. Archiv Produktion, 1976.
- Die Bach Kantate Vol. 49. Helmuth Rilling, Gächinger Kantorei, Bach-Collegium Stuttgart, Helen Watts, Frieder Lang. Philippe Huttenlocher. Hänssler, 1979.
- Bach Edition Vol. 4 – Cantatas Vol. 1. Pieter Jan Leusink, Holland Boys Choir, Netherlands Bach Collegium, Sytse Buwalda, Knut Schoch, Bas Ramselaar. Brilliant Classics, 1999.
- Bach Cantatas Vol. 6: Köthen/Frankfurt. John Eliot Gardiner, Monteverdi Choir, English Baroque Soloists, Nathalie Stutzmann, Christoph Genz, Jonathan Brown. Soli Deo Gloria, 2000.
- J.S. Bach: Complete Cantatas Vol. 13. Ton Koopman, Amsterdam Baroque Orchestra & Choir, Franziska Gottwald, Paul Agnew, Klaus Mertens. Antoine Marchand, 2000.
- J.S. Bach: Cantatas Vol. 24 – Cantatas from Leipzig 1724. Masaaki Suzuki, Bach Collegium Japan, Robin Blaze, Gerd Türk, Peter Kooij. BIS, 2002.

DVD
- Allein zu Dir, Herr Jesu Christ. Rudolf Lutz, Chor und Orchester der J. S. Bach-Stiftung, Ruth Sandhoff, Andreas Post, Markus Volpert, Gallus Media, St. Gallen 2008.